# Vatra Dornei Băi
Vatra Dornei Băi (rum: Gara Vatra Dornei Băi) – stacja kolejowa w miejscowości Vatra Dornei, w Okręgu Suczawa, w Rumunii. Stacja jest obsługiwana przez pociągi CFR Călători. Znajduje się na linii kolejowej Suczawa – Ilva Mică.
Budynek dworca widnieje na liście obiektów zabytkowych okręgu Suczawa.

## Linie kolejowe
- Linia Suczawa – Ilva Mică